# Florian Pitschl
Florian Pitschl (* 26. Juni 1947 in Aldein, Südtirol) ist ein italienischer, römisch-katholischer Theologe, Philosoph und Pfarrer.

## Ausbildung und Karriere
Pitschl absolvierte das Johanneum in Dorf Tirol, maturierte 1967; er wurde 1974 in Rom zum Priester geweiht und erlangte 1978 das Doktorat der Philosophie in Regensburg. 
1986 wurde Pitschl Professor für Philosophie an der Philosophisch-Theologischen Hochschule in Brixen. 1989 wurde er zusätzlich zum Spiritual des Brixener Priesterseminars ernannt. 1990 erkrankte Pitschl an Kehlkopfkrebs, während seiner Krankheit setzte er seine Lehrtätigkeit fort. Seit 1997 unterrichtete Pitschl mehrmals als Gastdozent am Seminar des Neokatechumenalen Wegs Redemptoris Mater in Berlin. 2005 wurde Pitschl wieder für kurze Zeit zum Spiritual des Priesterseminars ernannt. Mit dem Studienjahr 2008/2009 gab er seine Lehrtätigkeit auf, da er zum Pfarrer von Obermais in Meran ernannt worden war.
Florian Pitschl wurde im Jahre 2021 zum Kanoniker am Brixener Dom ernannt.

## Werke
- Das Verhältnis vom Ding an sich und den Ideen des Übersinnlichen in Kants kritischer Philosophie: eine Auseinandersetzung mit T. I. Oiserman. München 1979, ISBN 3-597-10160-7 (Dissertation).